# Stazione di Nizza Monferrato
Stazione di Nizza Monferrato vasútállomás Olaszországban, Nizza Monferrato településen.

## Vasútvonalak
Az állomást az alábbi vasútvonalak érintik:
- Asti–Genova-vasútvonal
- Alessandria–Cavallermaggiore-vasútvonal

## Kapcsolódó állomások
A vasútállomáshoz az alábbi állomások vannak a legközelebb:
- Stazione di Bazzana (Stazione di Genova Brignole, Asti–Genova-vasútvonal)
- San Marzano Oliveto railway stop (Stazione di Asti, Asti–Genova-vasútvonal)
- Calamandrana railway halt